# Katherine Hastings
Katherine Hastings, grevinna av Huntingdon, född Dudley omkring 1540, död 1620, var en engelsk hovfunktionär. Hon var hovdam åt drottning Elisabet I av England. 
Hon var dotter till John Dudley, 1:e hertig av Northumberland och Jane Dudley. Hon gifte sig 1559 med Henry Hastings, 3:e earl av Huntingdon. 
Hon utpekas som en av Elizabeths favorithovdamer under dennas sista år. Tillsammans med Anne Russell, grevinna av Warwick gynnade hon sin systerson Robert Sidneys karriär.